# Gloucester Road (metrostation)
Gloucester Road is een station van de metro van Londen aan de District Line, Piccadilly Line en Circle Line. Het station is geopend in 1868.

## Geschiedenis

### Metropolitan Railway
In 1863 werd de eerste metrolijn ter wereld geopend door de Metropolitan railway, de latere Metropolitan Line. De jaren daarna werd de lijn zowel aan de west- als de oostkant verlengd zodat een lijn ontstond tussen de spoorwegstations aan de noordrand van de stad. In 1864 begon de Metropolitan District Railway, de latere District Line, met de aanleg van een lijn langs de oever van de Theems aan de zuidrand van de binnenstad die eveneens de spoorwegstations verbond en het was de bedoeling om een ringlijn te vormen. De Metropolitan Railway bouwde daarom een aftakking van haar lijn door Kensington naar South Kensington, het destijds westelijke eindpunt van de DR. Het deel tussen Paddington en Brompton (Gloucester Road) werd op 1 oktober 1868 geopend en op 24 december 1868, tegelijk met de opening van de MDR, werd ook het laatste deel van de Kensington-tak geopend.
Op 12 april 1869 opende de MDR, kortweg District Railway (DR), een enkelsporige pendeldienst tussen Gloucester Road en West Brompton aan de West London Extension Joint Railway (WLEJR), de latere West London Line, zodat treinreizigers ook aan de westkant van de stad konden overstappen op de metro. Dit was zonder tussenstop, station Earl's Court kwam pas in 1871 in dienst. Op 1 augustus 1870 was het enkelspoor verder uitgebouwd en liep het dubbelspoor door tot South Kensington waar het met wissels verbonden was met de hoofdlijn. De pendeldienst werd toen ook een doorgaande dienst die ook ten oosten van South Kensington doorliep.

### District Railway
Op 3 juli 1871 opende de DR eigen sporen tussen Gloucester Road en High Street Kensington. Deze zogeheten Cromwell Curve werd zonder parlementaire goedkeuring gebouwd omdat de DR haar aandeel uit de kaartverkoop wilde vergroten. De opbrengst van de kaartverkoop werd evenredig verdeeld naar het aantal kilometers dat de reizigers op het spoor van de ene of de andere maatschappij aflegden. Het door DR gewenste resultaat bleef uit maar er liggen sindsdien wel vier sporen tussen de stations High Street Kensington en Gloucester Road.
Op 1 februari 1872 opende de DR een tweede een boog naar de WLEJR tussen Earl's Court en Addison Road, het latere Kensington (Olympia). De sporen daar werden met de spoorlijn verbonden zodat naast een overstap op het spoorwegnet ook doorgaande diensten mogelijk werden. De Outer Circle dienst van de North Londen Railway, tussen Broad Street en Addison Road werd dan ook doorgetrokken tot Mansion House via de District Railway. Op 1 augustus 1872 kwam hier de Middle Circle bij die door de Metropolitan Railway werd onderhouden tussen Moorgate en Addisson Road. Ook deze dienst ging doorrijden tot Mansion House, destijds het oostelijke eindpunt van de DR, en werd gezamenlijk beheerd door de Hammersmith & City Railway en de DR.
Op 25 september 1882 werd de ring gesloten en kon de Inner Circle, de latere Circle Line, gaan rijden. Aanvankelijk verzorgde de MR alle Inner Circle diensten over het spoor van beide bedrijven. Daarnaast werd de DR aan beide kanten steeds verder verlengd, tot New Cross Gate in het oosten en Wimbledon, Richmond en Hounslow West in het westen. De diensten van de DR betekenden tijdens de daluren al 20 ritten per uur op het oorspronkelijke deel tussen South Kensington en Mansion House waar die van de Inner Circle ingepast moesten worden. Hierdoor kreeg de Inner Circle al vrij snel te maken met oponthoud zodat in 1897 een voorstel aan het parlement werd voorgelegd om tussen Gloucester Road en Mansion House een tunnel op 21 meter diepte te boren ten behoeve van de DR, deze tunnel zou alleen bij South Kensington en Charing Cross een station krijgen.
Ondanks parlementaire goedkeuring werden er geen werkzaamheden verricht maar kocht de DR in 1898 de Brompton en Piccadilly Circus Railway (B&PCR) die de concessie had verkregen voor een lijn tussen South Kensington en Piccadilly Circus. Deze lijn werd aangepast zodat een deel van het verkeer op de DR kon worden afgehandeld via de B&PCR. Rond de eeuwwisseling waren meerdere bedrijven op zoek naar geld om hun lijnen aan te leggen wat leidde tot vertraging in de uitvoering.
Op 30 juni 1900 werd de Middle Circle-service tussen Earl's Court en Mansion House gestaakt en werd Gloucester Road dus niet meer aangedaan. Op 31 december 1908 verdween ook de Outer Circle dienst bij Gloucester Road.

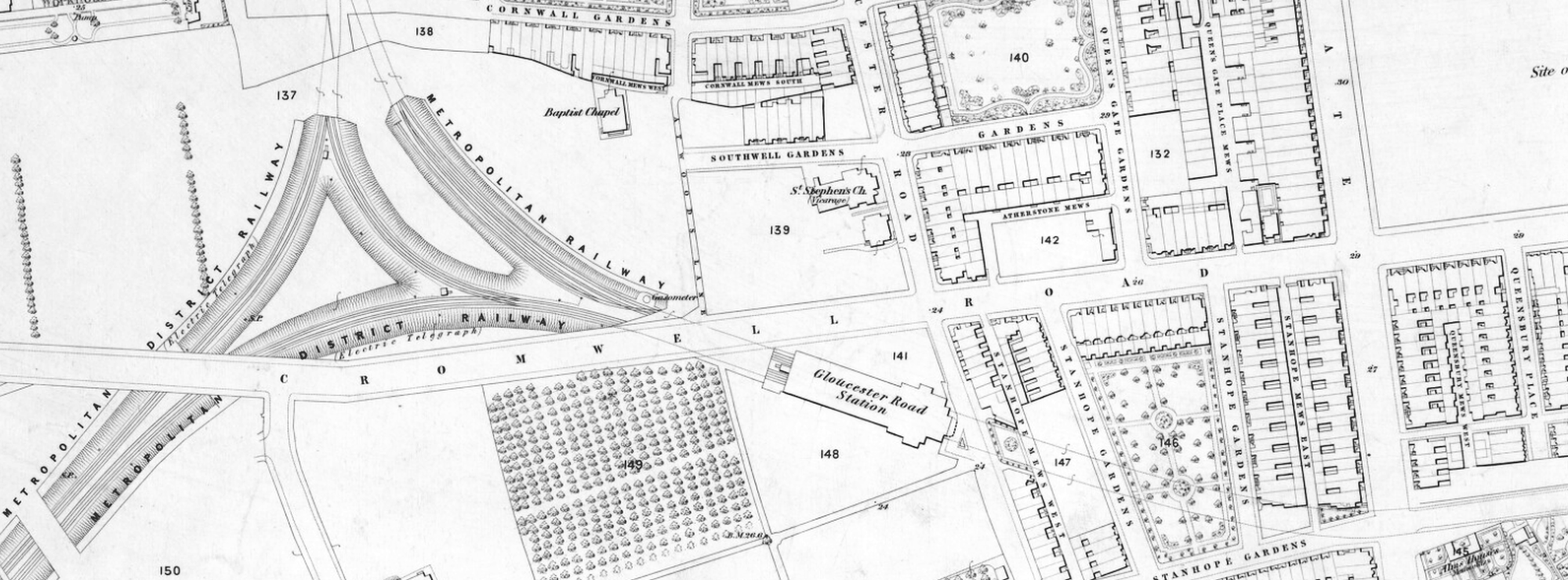
Het station en omgeving op de kaart van 1869.
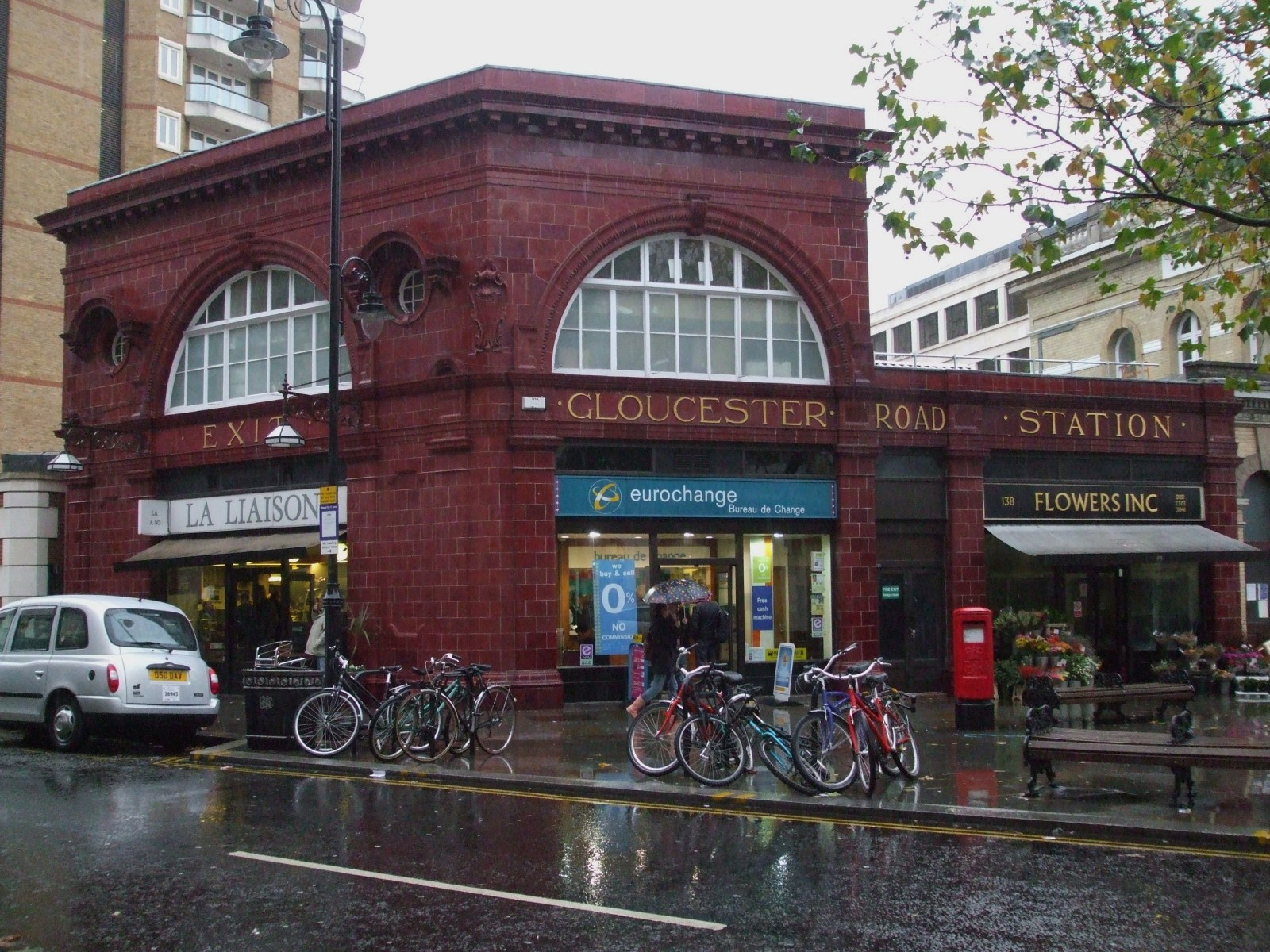
Het gebouw van Leslie Green.
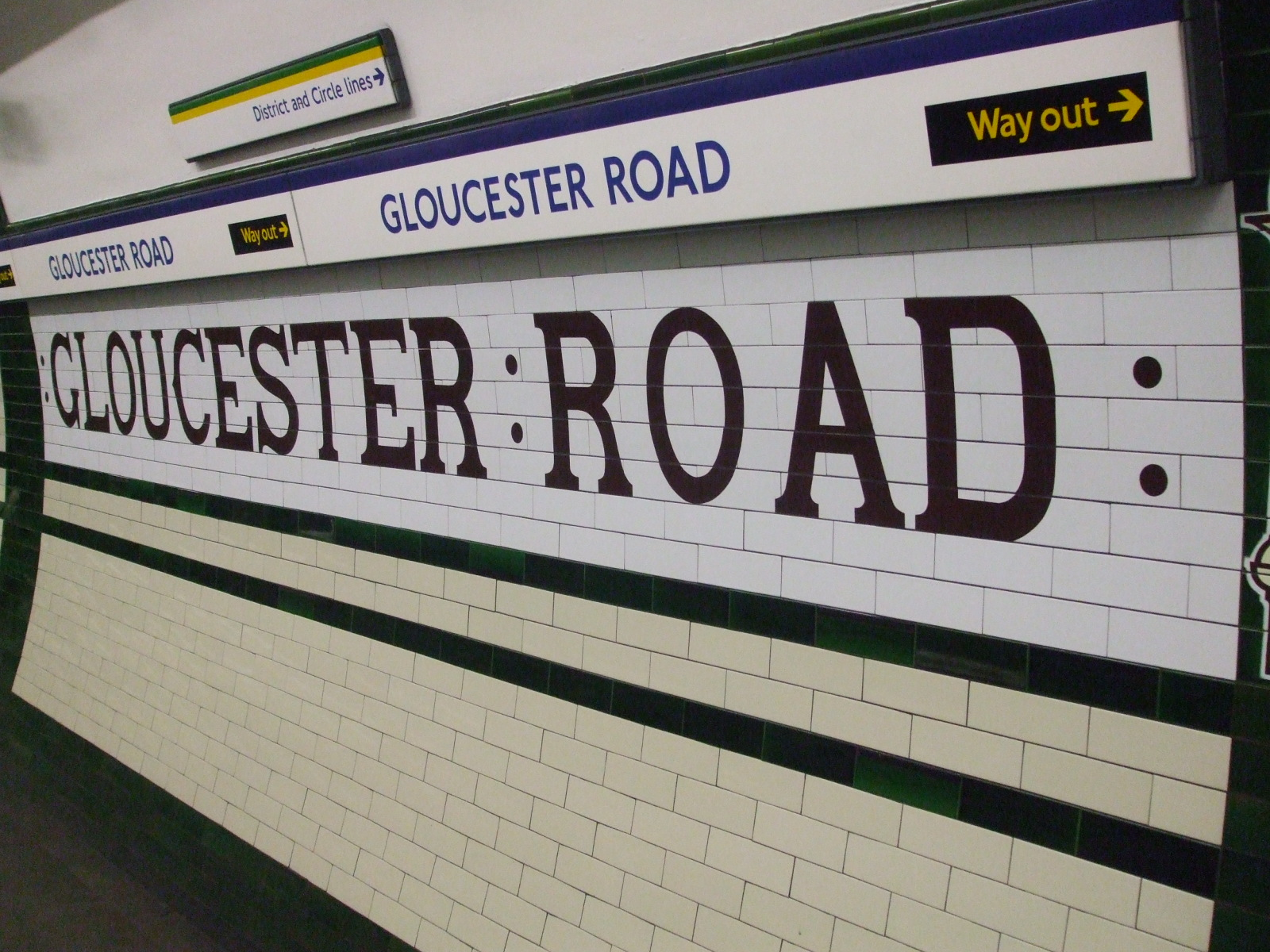
Het tegelwerk langs de Piccadilly Line.

### Underground Electric Railways Company of London
In september 1901 kreeg de Amerikaanse investeerder Charles Yerkes een meerderheid in de directie en in 1902 kocht hij de DR en de concessies van drie projecten met geboorde tunnels onder de binnenstad. Hij wist ook de bekostiging van de aanleg rond te krijgen, al moest hij van het parlement de concessie van de Great Northern and Strand Railway samenvoegen met de concessie die de DR al had voor de B&PCR, zodoende ontstond de Great Northern, Piccadilly and Brompton Railway (GNP&BR), de latere Piccadilly Line. Behalve de samenvoeging van beide projecten werd het project ten westen van Brompton, lees Gloucester Road, verlengd tot Hammersmith. Het eerste deel van de GNP&BR, waaronder de perrons bij Gloucester Road, werd op 15 december 1906 geopend tussen Finsbury Park en Hammersmith. In 1907 werd "Brompton" uit de naam van het station geschrapt zodat sindsdien zowel boven als ondergronds, langs de GNP&BR, dezelfde naam wordt gehanteerd.

### London Transport
In 1933 werd het openbaar vervoer in Londen genationaliseerd in London Transport, dat de verschillende metrotrajecten de eenvormige uitgang Line gaf: de Metropolitan Railway werd Metropolitan Line, de District Railway werd District Line en de GNP&BR werd Piccadilly Line. In 1949 werd de Inner Circle letterlijk op de kaart gezet met een eigen lijnkleur en de naam Circle Line waarmee de Metropolitan Line verdween bij Gloucester Road. De stroomlijning van de dienst was vervolgens aanleiding om de sporen te herschikken in de stations South Kensington en Gloucester Road.

## Ligging en inrichting
Het station ligt in de west Londense wijk Kensington, bij het kruispunt van Gloucester Road en Cromwell Road. Het Cromwell Hospital en het Baden-Powell House liggen in de buurt van het station.
Vanaf 1840 werden vanaf Belgravia nieuwe woonwijken ten westen van de toenmalige stad gebouwd die daardoor groeide in westelijke richting. Toen de MR begon met de aanleg van haar Kensington-tak was het gebied rond het station nog vooral een tuinbouwgebied. De bouw van lijn was voor de plaatselijke grondbezitters, waaronder Lord Kensington, aanleiding om de Cromwell Road naar het westen door te trekken en de opening van het station werd dan ook gevolgd door een woningbouwgolf rond het station.
Het station was voorzien van vier sporen die overkapt waren met een koepel uit ijzer en glas. De westkant van de perrons ligt tegen Cromwell Road aan. Het stationsgebouw kwam aan de oostkant boven de sporen, het is opgetrokken uit crèmekleurige baksteen en kent twee verdiepingen. Op de dakrand is het afgewerkt met een sierbalustrade. In 1902 begon de aanleg van de GNP&BR onder regie van de UERL. Zoals voor de Eerste Wereldoorlog gebruikelijk zouden ook hier liften worden gebruikt om de reizigers tussen de stationshal en de diep gelegen perrons te vervoeren. Hiertoe werd tegen de zuidgevel een verkleinde versie van het standaard stationsgebouw van de UERL gebouwd. Het is duidelijk herkenbaar als een ontwerp van de huisarchitect van UERL, Leslie Green, door de bloedrode geglazuurde gevel en een machinekamer op de eerste verdieping. In tegenstelling tot veel andere stations aan de Piccadilly Line zijn de liften bij Gloucester Road nooit vervangen door roltrappen.
Op 24 mei 1957 werd Teresa Lubienska, een Poolse gravin die het concentratiekamp Auschwitz had overleefd, vijf keer gestoken op het noordelijke perron van de Piccadilly Line en ze stierf kort daarna. Deze moord is nooit opgelost.
In de jaren 70 van de 20e eeuw werd het noordelijke perron buiten gebruik gesteld nadat het eilandperron was verbreed. In de jaren 90 van de 20e eeuw werd het station overkluisd waarop boven de perrons een winkelcentrum en een appartementengebouw werden gebouwd. In samenhang met deze verbouwing werden de liften toegankelijk gemaakt vanuit de stationshal uit 1868. De vrijgekomen ruimte in het gebouw van Leslie Green is sindsdien in gebruik als winkelruimte. Begin 21e eeuw werd groot onderhoud uitgevoerd aan het ondergrondse deel. De liften zelf zijn wel vervangen door modernere exemplaren maar ondergronds is het stations goeddeels onveranderd. Het tegelwerk is tijdens het onderhoud gerestaureerd en zo nodig vervangen door nieuwe tegels die naar het oorspronkelijke ontwerp werden gebakken.
Sinds 2000 wordt het ongebruikte perron gebruikt voor tentoonstellingen in het kader van het Art on the Underground programma. De objecten, muurschilderingen of foto's worden vaak geplaatst in de uitsparingen in de bakstenen muur aan de noordrand van dat perron. De afgelopen 20 jaar zijn er kunstwerken gemaakt door verschillende kunstenaars, waaronder David Shrigley, Chiho Aoshima en Heather Phillipson. Ook de olifant van Kendra Haste, die op Waterloo te vinden is, stond aanvankelijk op het perron bij Gloucester Road.

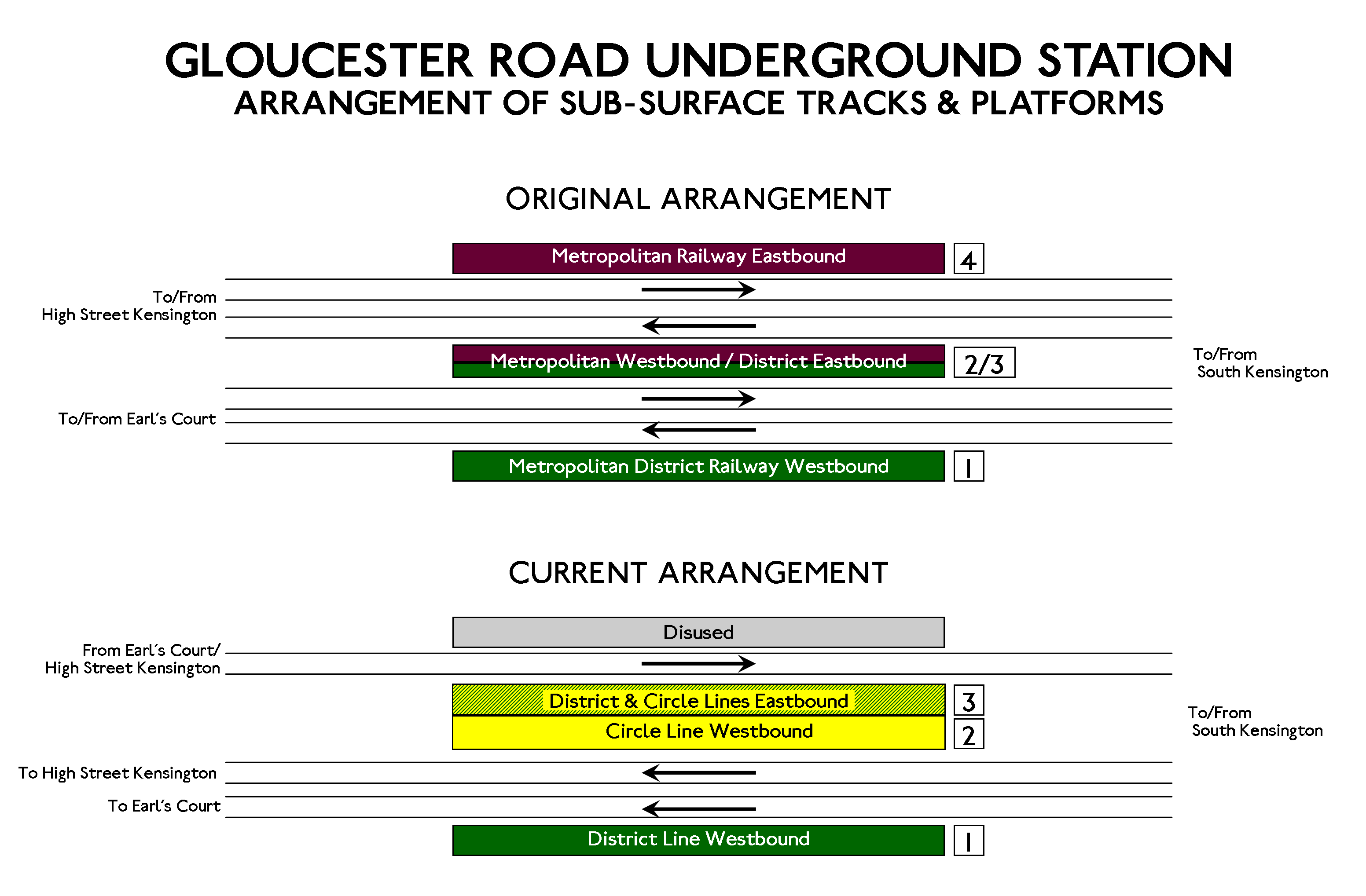
De herschikking van sporen en perrons.
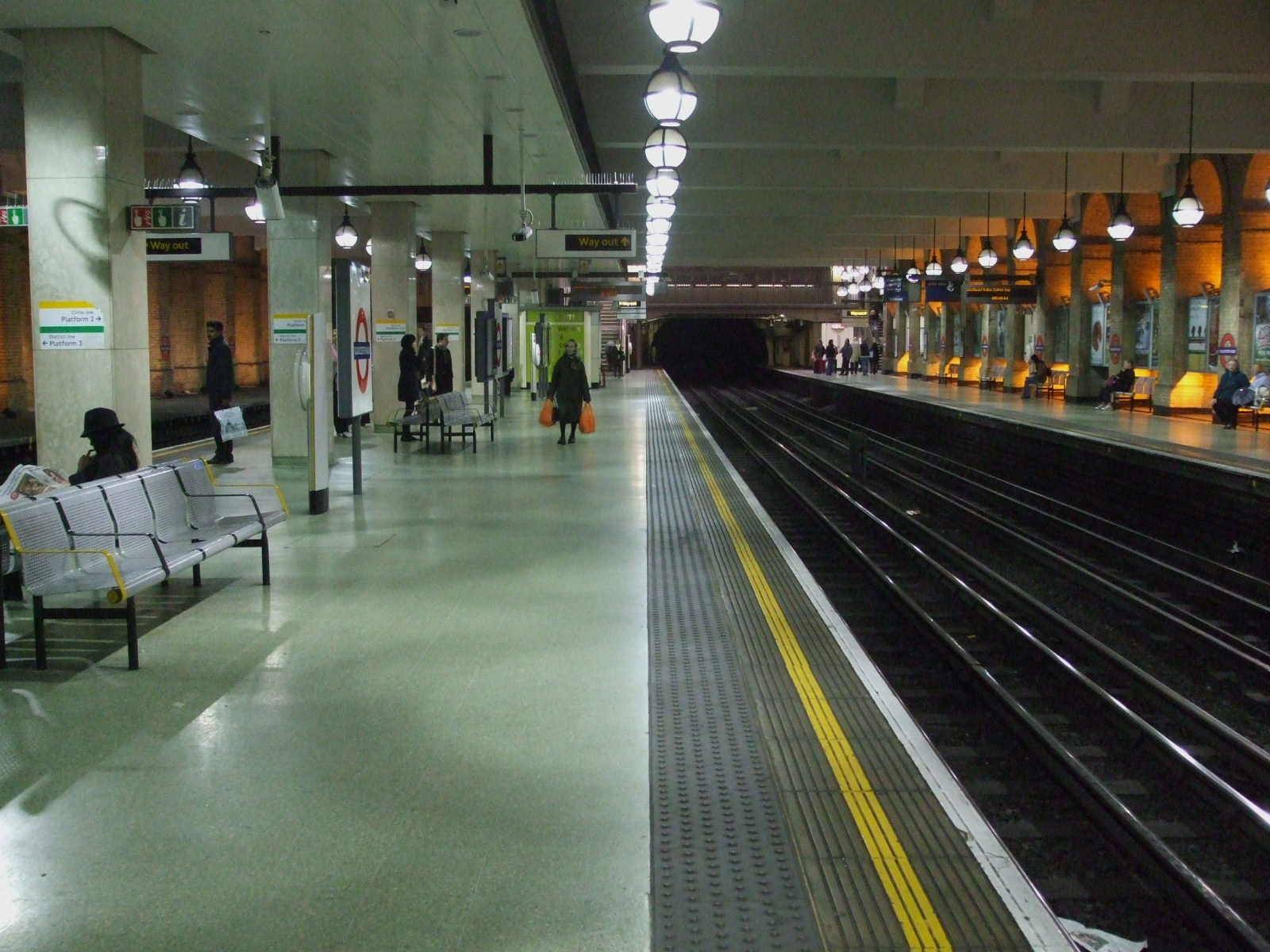
Een blik naar het oosten langs de Circle en District Line.
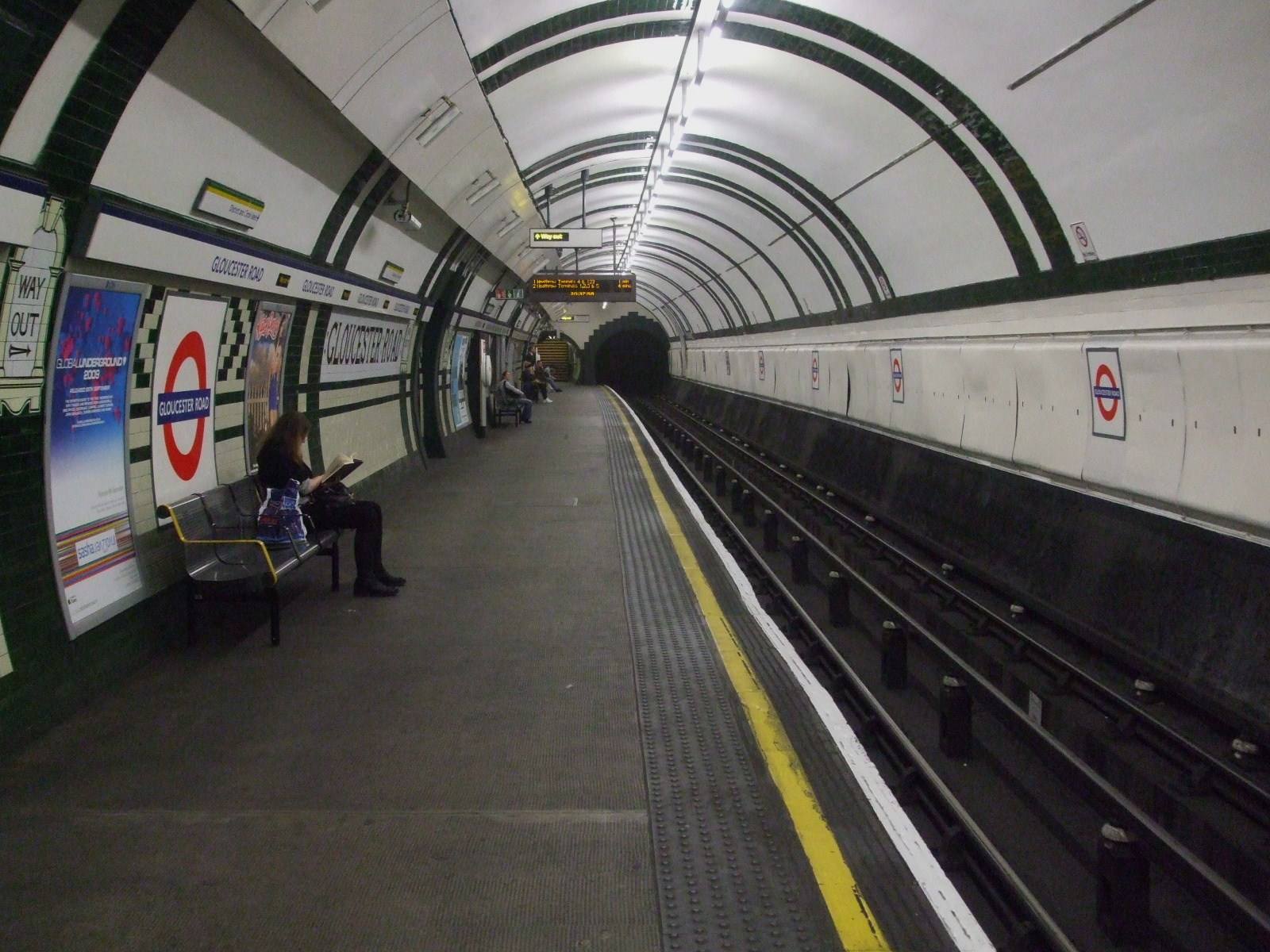
Het zuidelijke perron van de Piccadilly Line.

## Reizigersdienst
Het station bevindt zich in tariefzone 1 van Londen en is het westelijkste knooppunt tussen de Piccadilly Line, de District Line en de Circle Line, hoewel de metrokaart South Kensington als overstap suggereert. De District Line rijdt van 5:15 uur tot 0:28 uur in oostelijke richting en van 5:59 uur tot 0:47 uur in westelijke richting, afhankelijk van de drukte om de 2 a 6 minuten. De Circle Line rijdt iedere 8 a 12 minuten tussen deze diensten door. Deze diensten worden uitgevoerd met metrostellen type S. De Piccadilly Line rijdt eveneens iedere 2 a 6 minuten met materieel 1973, van 5:41 uur tot 0:25 uur naar het oosten en van 5:56 uur tot 0:43 uur naar het westen. Op vrijdag en zaterdag rijdt de Night Tube ook op de Piccadilly Line en is er sprake van een doorlopende dienst.

## Fotoarchief
- London Transport Museum Photographic Archive
  - Het station in 1868
  - De bovengrondse perrons in 1913
  - Het gebouw van de Piccadilly Line in 1925
  - De stationshal voor de bovengrondse perrons in 1928
  - De loketten van de Piccadilly Line in 1928
  - Het station in 1939
  - Blik naar het oosten over de perrons, 1982
  - De stationshal in 2001

Hammersmith · 
Goldhawk Road · 
Shepherd's Bush Market · 
Wood Lane · 
Latimer Road · 
Ladbroke Grove · 
Westbourne Park · 
Royal Oak · 
Paddington · 
Edgware Road · 
Baker Street · 
Great Portland Street · 
Euston Square · 
King's Cross St. Pancras · 
Farringdon · 
Barbican · 
Moorgate · 
Liverpool Street · 
Aldgate · 
Tower Hill · 
Monument · 
Cannon Street · 
Mansion House · 
Blackfriars · 
Temple · 
Embankment · 
Westminster · 
St. James's Park · 
Victoria · 
Sloane Square · 
South Kensington · 
Gloucester Road · 
High Street Kensington · 
Notting Hill Gate · 
Bayswater · 
Paddington · 
Edgware Road